# Émeutes de Stonewall
 (décembre 2023).
Les émeutes de Stonewall ou révoltes de Stonewall (en anglais : Stonewall riots) sont une série de manifestations spontanées et violentes contre un raid policier qui a eu lieu dans la nuit du 28 juin 1969 au Stonewall Inn, dans le quartier de Greenwich Village, à New York dans l'État homonyme, aux États-Unis. Ces événements sont souvent considérés comme la première lutte des personnes gays, lesbiennes, bisexuelles et transgenres contre un système oppressant, soutenu par les autorités,,,. Ces émeutes marquent l'émergence du mouvement LGBTQ+, aux États-Unis et dans le monde. La mémoire de cet événement est célébrée chaque année lors du mois de juin, mois des fiertés depuis lors pour la communauté LGBTQIA+.
Dans les années 1950 et 1960, les personnes homosexuelles et transgenres américaines font face à un système juridique homophobe, lesbophobe et transphobe. Des collectifs américains soutenant la communauté prouvent que les personnes homosexuelles peuvent être intégrées dans la société et favorisent la cohabitation entre les homosexuels et les hétérosexuels (Mattachine Society et Daughters of Bilitis). À la fin des années 1960, de nombreux mouvements sociaux sont actifs : le mouvement afro-américain des droits civiques contre la ségrégation raciale aux États-Unis (Black Panther Party), la contre-culture des années 1960, les manifestations pacifistes contre la Guerre du Viêt Nam. Ces influences combinées à l'environnement libéral de Greenwich Village sont les catalyseurs des émeutes de Stonewall.
Très peu d'établissements accueillent les personnes ouvertement homosexuelles dans les années 1950 et 1960. Ceux qui le font sont souvent des bars tenus ou gérés par des personnes homosexuelles. Le Stonewall Inn est la propriété de la mafia. Il s’adresse à tous types de clients, mais est célèbre pour sa popularité auprès des plus marginalisés dans la communauté LGBTQIA+ : les personnes transgenres, les travestis, les jeunes hommes efféminés, les prostitués et les jeunes sans-abri par exemple.
Les descentes de police sont fréquentes à l’époque, mais le 28 juin 1969, les policiers perdent rapidement le contrôle de la situation au Stonewall Inn en raison d’une foule révoltée. Les tensions entre la police de New York et les résidents gays de Greenwich Village prennent plus d’ampleur le lendemain soir et les jours suivants. En quelques semaines, les résidents du quartier s'organisent en groupes militants, mettent en place des lieux où les gays, les lesbiennes et les personnes transgenres peuvent se retrouver sans crainte d'être arrêtés.
Après les émeutes de Stonewall, les gays et lesbiennes de New York ont franchi les fossés de genre, de générations et de classe pour former une communauté unifiée. En l'espace de six mois, deux organisations de soutien aux homosexuels sont créées à New York pour organiser des actions militantes. Trois journaux sont fondés dans le but de promouvoir les droits des gays et des lesbiennes. En quelques années, des organisations de défense des droits des personnes homosexuelles et lesbiennes font leur apparition aux États-Unis et dans le monde. Le 28 juin 1970, les premières marches des fiertés (pride parades) ont lieu à Los Angeles et à New York pour marquer l'anniversaire des émeutes de Stonewall. Des marches similaires sont organisées dans d'autres villes et, aujourd'hui, des marches de fierté sont organisées chaque année au niveau mondial, pendant le mois de juin, pour commémorer ces émeutes.

## Contexte

### Contexte politique et répression policière
À New York, dans les années 1960, il est interdit de servir des boissons alcoolisées aux homosexuels, de danser entre hommes ou de se travestir. Les descentes de police dans les bars suspectés d'être fréquentés par les homosexuels étaient monnaie courante aux États-Unis. Il était banal pour la police, avant 1965, de relever les identités des personnes présentes dans ces bars. Les forces de l'ordre justifiaient ces mesures par l'attentat à la pudeur en cas de baiser, le port de vêtements traditionnellement réservés au sexe opposé, ou simplement la vente prohibée d'alcool aux homosexuels.

### Militantisme homosexuel
L'un des rares mouvements homosexuels de l'époque est la Mattachine Society, qui œuvre discrètement pour donner plus de droits aux homosexuels. Après l'élection en 1965 de John Lindsay comme maire de New York, un républicain qui présentait un programme de réformes, et celle de Dick Leitsch (en) comme président de la Mattachine Society à New York, la police évita de multiplier ses descentes entre 1965 à 1969.
Cependant, le ton se durcit en 1969 durant les élections municipales. John Lindsay venait de perdre les primaires de son parti et souhaitait « faire le ménage » dans les bars illégaux.

### Greenwich Village
Les quartiers New Yorkais de Greenwich Village et de Harlem ont accueilli une importante population homosexuelle lorsque, après la Première Guerre mondiale, de nombreux hommes ayant servi dans l'armée ont profité de la possibilité de s'installer dans les grandes villes. Les quartiers de gays et de lesbiennes ont développé une culture alternative lors des deux décennies suivantes. La prohibition des années 1920 a involontairement profité aux établissements gays dans la mesure où la consommation d’alcool se trouvait marginalisée au même titre que d’autres comportements jugés immoraux. La ville de New York avait adopté des lois contre l'homosexualité dans les entreprises publiques et privées mais les autorités ne pouvaient pas contrôler tous les établissements, en raison de la hausse de la demande d’alcool et des nombreux débits de boissons illégaux qui proliféraient. Néanmoins, la NYPD effectuait de nombreuses descentes, conduisant à la fermeture de lieux aussi emblématiques que le Eve's Hangout en 1926, pour « obscénité ».
La répression sociale des années 1950 a entraîné une révolution culturelle dans Greenwich Village. Une cohorte de poètes (baptisés ensuite les « Beat poets ») écrivait sur l'anarchie, les drogues et les plaisirs hédonistes. Parmi eux, Allen Ginsberg et William S. Burroughs (tous deux résidents de Greenwich Village) ont également écrit sur l'homosexualité. Leurs écrits ont attiré à la fois des libéraux ouverts d’esprit et des homosexuels à la recherche d'une communauté.
Au début des années 1960, une campagne visant à débarrasser la ville des bars gays a débouché sur un arrêté du maire Robert F. Wagner Jr. qui était préoccupé par l'image de la ville à l’approche de la Foire internationale de New York 1964-1965. La ville a interdit l'alcool dans tous les bars et des policiers en civil se sont employés à piéger le plus grand nombre d'homosexuels possible. L’incitation policière consistait à ce qu’un agent infiltré engage une conversation avec un homme dans un bar ou un parc public : s’il ressortait de la conversation que les deux hommes auraient pu sortir ensemble ou que le policier aurait pu se faire payer un verre, l’homme était arrêté pour sollicitation. Une histoire publiée dans le New York Post parle d’un agent qui, dans les vestiaires d’une salle de gym, s’est touché l’entrejambe en gémissant et a arrêté un homme parce qu’il lui demandait si tout allait bien. Peu d'avocats acceptaient de défendre des cas aussi indésirables.

### Bar le Stonewall Inn

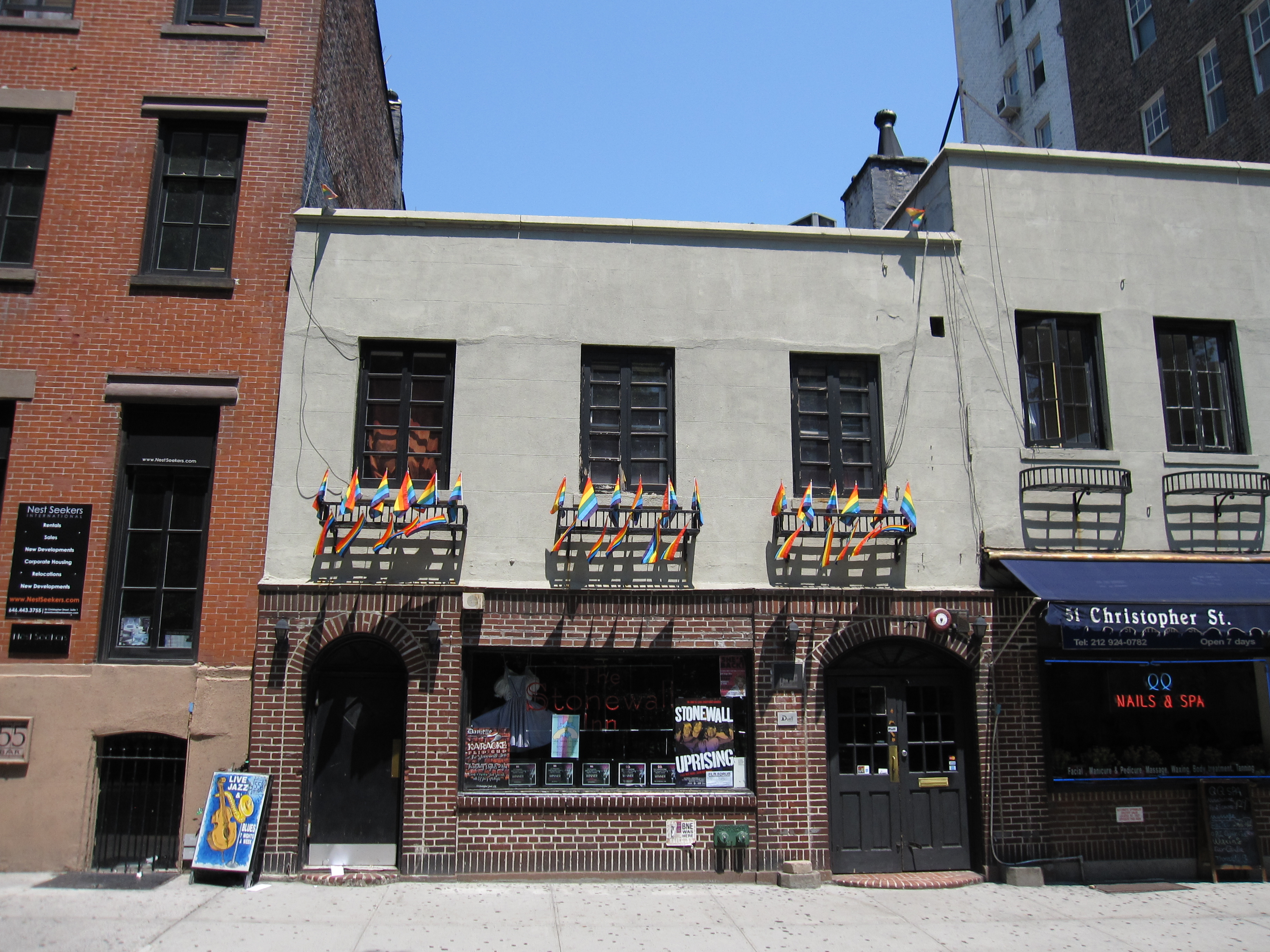
Bar le Stonewall Inn.

Au 53 Christopher Street, au cœur de Greenwich Village, le Stonewall Inn est l'un des seuls bars où les gays peuvent se retrouver, malgré les fréquentes descentes de police. Tenu par la mafia (son patron Tony « Fat Tony » Lauria reverse les recettes du soir à Matty the Horse), le Stonewall cible volontairement la clientèle gay, car elle rapporte gros. Le bar est notamment fréquenté par des personnes transgenres afro-américaines et portoricaines.
Le bar, qui accueille plusieurs centaines de personnes chaque week-end, ne possède néanmoins pas de licence et le patron est obligé de verser des pots-de-vin aux officiers de police du 6e district pour ne pas voir son établissement fermer. Ainsi, bien que plusieurs descentes aient déjà eu lieu auparavant, le bar accueille toujours des homosexuels le soir des émeutes.

## Émeutes

### Descente policière
Le raid qui eut lieu le 28 juin 1969 était différent des interventions précédentes. Habituellement, les propriétaires du « Stonewall Inn » étaient prévenus par une taupe de l'arrivée de la police, et ces descentes avaient souvent lieu assez tôt dans la soirée pour permettre une réouverture rapide du bar. Aux alentours de 1 heure 30 du matin, plus tard que d’habitude, huit policiers en civil pénétrèrent dans le bar. La plupart des clients purent partir sans être inquiétés, puisque les seules personnes interpellées étaient celles sans carte d’identité ou portant des vêtements habituellement réservés aux personnes du sexe opposé, ainsi que les employés du bar.
Les émeutes commencent après l'évacuation brutale d'une femme butch menottée, que la police tente de faire sortir du Stonewall Inn pour l'emmener vers un fourgon. Pendant une dizaine de minutes, elle se débat contre au moins quatre policiers, criant et jurant. Un témoin la décrit comme une « butch typique de New York » et « une gouine stone butch ». Un policier la matraque et la blesse à la tête, après qu'elle a protesté que ses menottes sont trop serrées. Sa blessure saigne tandis qu'elle continue de se débattre. Des passants mentionnent que cette femme encourage la foule à se révolter aux cris de : « Mais pourquoi vous faites pas quelque chose, les gars », après qu'un officier de police l'a soulevée et jetée à l'arrière du fourgon. Dès lors, la foule se met en mouvement avec une sorte de fureur : « C'est à ce moment-là que la scène devint explosive ». Certaines personnes ont qualifié cette femme de « Rosa Parks de la communauté gay ». Son identité reste incertaine : la version la plus communément admise veut qu'il s'agisse de Stormé DeLarverie, mais l'historien David Carter estime que sa description physique ne correspond pas à celle de la femme arrêtée.
Étonnés et en sous-effectif, les policiers se réfugièrent dans le bar. Le chanteur de folk hétérosexuel Dave Van Ronk, qui passait par là, fut emmené de force par les policiers dans le bar et battu. La foule continuait ses attaques. Certains essayèrent, sans succès, de mettre le feu au bar. D’autres se saisirent d’un parcmètre et bloquèrent les policiers à l’intérieur. Les résidents du quartier et les clients des bars alentour commencèrent à affluer. Marsha P. Johnson, une femme trans noire, s'est notablement illustrée par des jets de briques sur les pare-brise des voitures de police.
Pendant la nuit, de nombreuses femmes transgenres et des hommes jugés trop « efféminés » furent pris à partie par les forces de police et battus. La première nuit, treize personnes furent arrêtées et quatre policiers ainsi qu’un nombre inconnu de manifestants blessés. La foule, estimée à 2 000 personnes, lançait des bouteilles et des pierres aux 400 policiers arrivés sur place.
La police finit par envoyer la Tactical Patrol Force, une unité de police anti-émeutes, alors habituée à lutter contre les opposants à la guerre du Viêt Nam. Cependant, ces hommes ne parvinrent pas à disperser la foule qui continuait à leur jeter des pierres et toutes sortes de projectiles.
Craig Rodwell, qui avait créé en 1967 dans la Christopher Street la première librairie d'auteurs gays au monde, la Oscar Wilde Memorial Bookshop, ameuta la presse. Les journalistes assistent à plusieurs jours de combats, qui se poursuivent dans la rue. En effet, le 28 juin, l’émeute se calma, mais la foule revint les jours suivants. Les échauffourées durèrent cinq jours, toutes les brimades dont les homosexuels avaient été victimes précédemment refaisant surface.

## Suites des émeutes

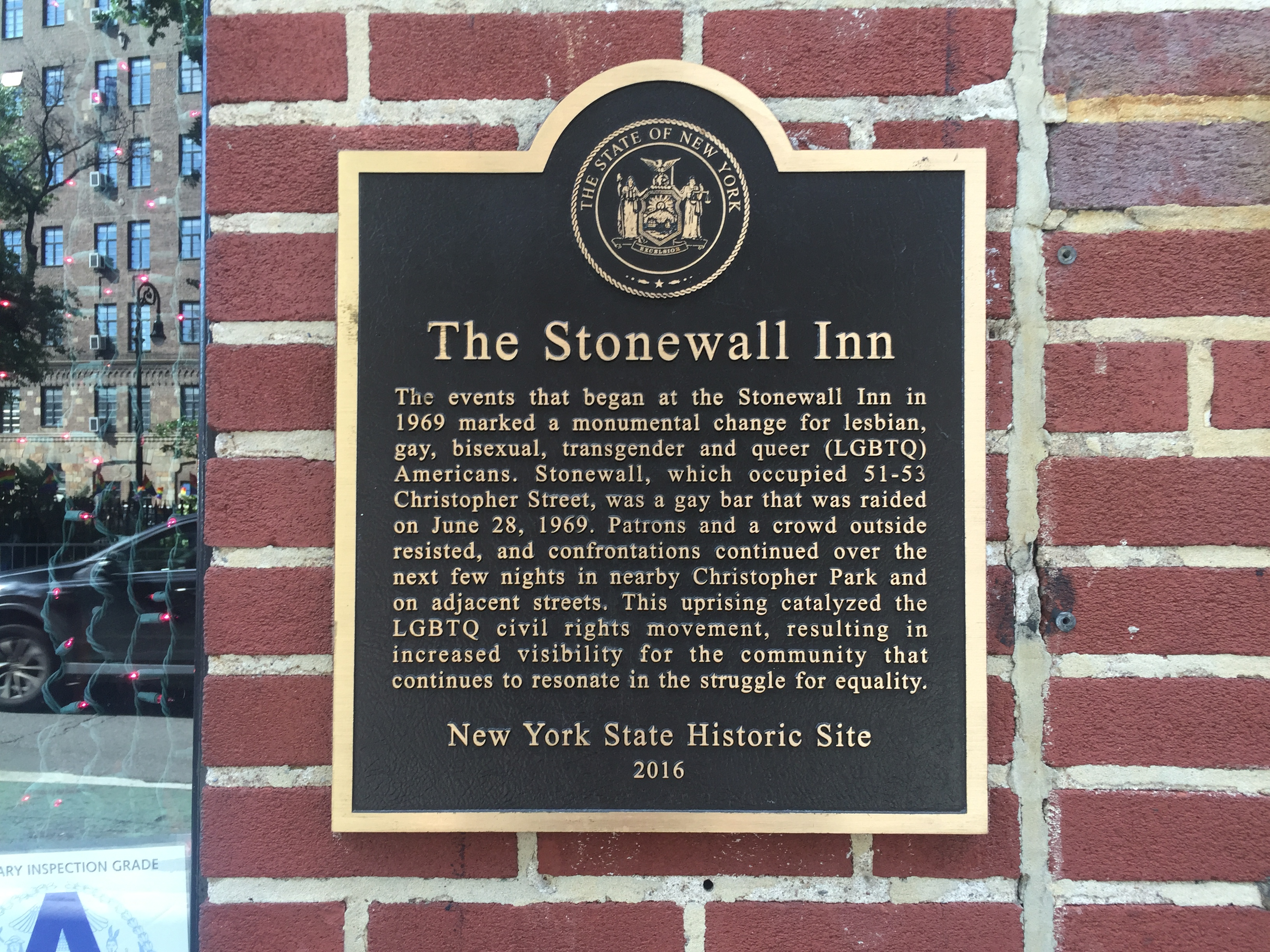
Plaque commémorative au Stonewall Inn.

### Front de libération gay
Le 4 juillet, après une nuit très agitée, Craig Rodwell participe devant le Capitole à Washington au traditionnel défilé de l’Independance Day organisé depuis quelques années par la Mattachine Society. Constatant qu’au cours de cette manifestation les leaders du Mattachine séparent les couples de femmes ou d’homosexuels trop « voyants », Craig Rodwell décide qu’il organisera dès l’année suivante une manifestation en l’honneur des événements de la Christopher Street.
Il participe avec Brenda Howard à New York à la création du Gay Liberation Front (GLF), puis en décembre 1969 de la Gay Activist Alliance (en) (GAA), et fonde le comité d'organisation du Christopher Street Liberation Day.

### Pride
Après une bataille juridique pour obtenir le droit de manifester, la première manifestation de quelques centaines de gays et de lesbiennes a lieu sous les slogans « Come Out », « Gay Pride », « Gay is Good » et en chantant le « Gay Power ».
Les émeutes de Stonewall et la manifestation déclenchée par Craig Rodwell marquent une étape importante de l'émancipation des homosexuels. Elles sont les précurseurs de ce qui deviendra la gay pride (fierté gay).
C’est en hommage à cette émeute de Stonewall que de nombreuses marches des fiertés dans le monde ont lieu le dernier week-end de juin.

## Dans la culture populaire
Le film Stonewall de Roland Emmerich (2015) se déroule durant les émeutes, ainsi que le film Stonewall de Nigel Finch (en) (1995).

## Voir aussi

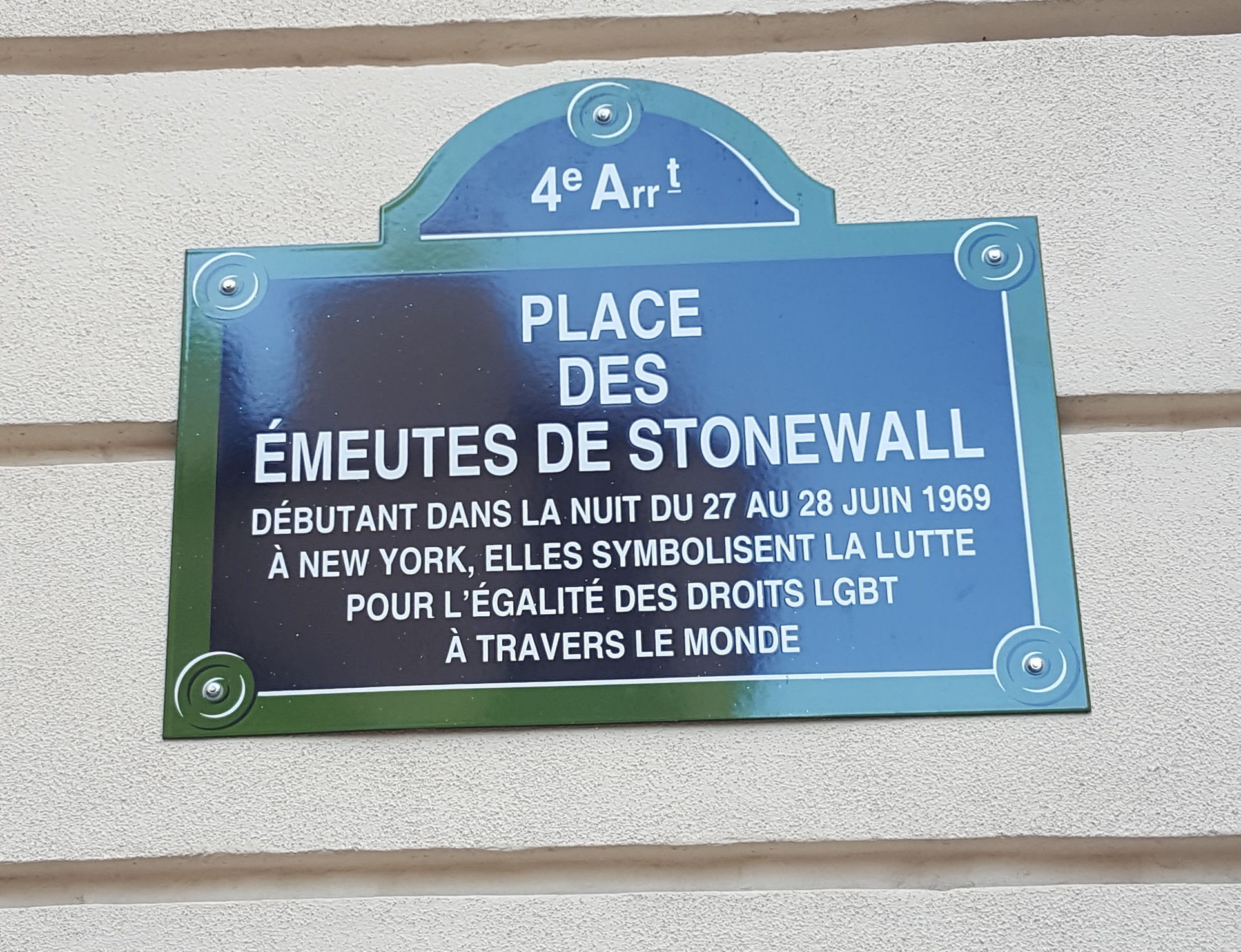
Place des Emeutes-de-Stonewall, dans le Marais, à Paris.